# Hydriris ornatalis
Hydriris ornatalis là một loài bướm đêm thuộc họ Crambidae. It has a wide distribution và được tìm thấy ở Nam Âu, châu Á, Úc, Châu Phi và Bắc Mỹ, ở đó nó is restricted to Florida.
Sải cánh dài khoảng 16 mm.
Ấu trùng ăn các loài Convolvulaceae, bao gồm Ipomoea aquatica.

## Hình ảnh

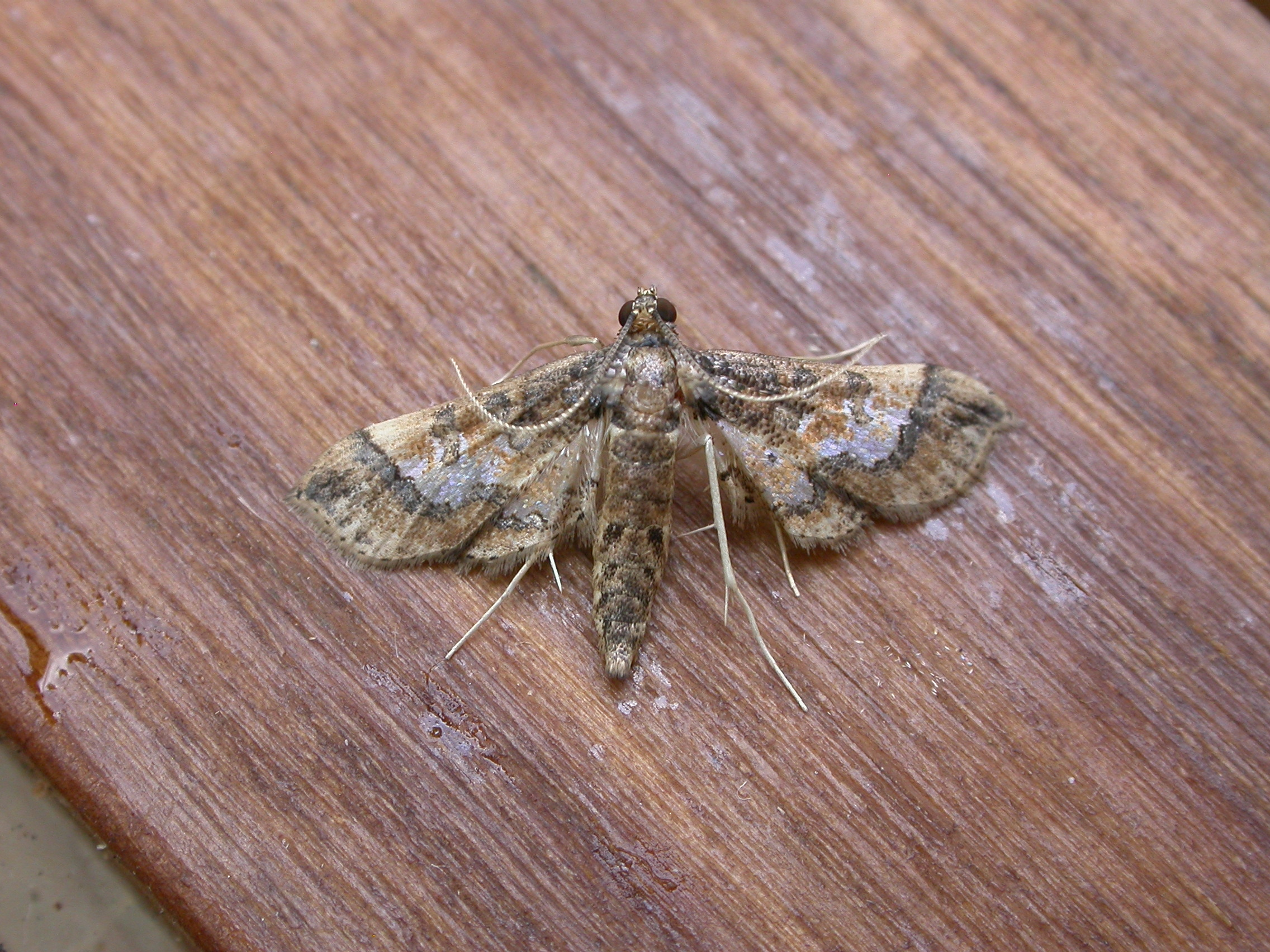